# Rue Nicole-Chouraqui
La rue Nicole-Chouraqui est une voie du 19e arrondissement de Paris, en France.

## Origine du nom
Elle porte le nom de l'économiste française, députée européenne et conseillère régionale, Nicole Chouraqui (1938-1987). 

## Historique
La voie est créée sous le nom provisoire de « voie DZ/19 » et prend sa dénomination actuelle par un arrêté municipal du 26 janvier 1998. 